# Авангардная улица (Санкт-Петербург)
Аванга́рдная улица — улица в Красносельском районе Санкт-Петербурга. Проходит от улицы Чекистов до проспекта Народного Ополчения. На своём протяжении в одном месте совпадает с Андреевским переулком.

## История
Современная Авангардная улица состоит из трёх участков улиц существовавших до перепланировки и застройки Лигова в 1960-х годах:
- Северная часть (от улицы Чекистов до Андреевского переулка), с которой начинается нумерация зданий, была частью улицы Ленина.
- Центральная часть (от Андреевского переулка до дома № 21 по Авангардной улице) была частью Полежаевской улицы.
- Южная часть (от дома № 45 по Авангардной улице до проспекта Народного Ополчения) была частью улицы Коммуны.

16 января 1964 года эти три участка в юго-западной части Кировского района (ныне территория Красносельского района) были объединены в одну магистраль под названием Авангардная улица. Название было дано в память об авангардных военных частях, защищавших Ленинград в период блокады.
Недалеко от Авангардной улицы, на аллее славы, появился Храм святой равноапостольной Нины.
По адресу Авангардная ул., д. 35 установлен памятный знак Операция «Подкоп».

## Объекты
1. д. 4 — СПб ГБУЗ «Городская больница № 15»[2]
2. д. 14 — Детская Городская больница № 1[3]
3. д. 17 — Топливно-Энергетический комплекс Санкт-Петербурга Юго-Западный филиал
4. д. 21 — ГБОУ СОШ № 383 Санкт-Петербурга[4]
5. д. 16 к. 1 — СПБ ГБ ПО Экономический колледж
6. д. 35 — УМВД России по Красносельскому району г. Санкт-Петербурга, Отдел по Предупреждению Преступлений Среди Несовершеннолетних отдел Красносельского района
7. д. 43 — ГБОУ СОШ № 237 Красносельского района Санкт-Петербурга[5]
8. д. 26 к. 1 — Детский развивающий центр Талант
9. д. 53 — ГБДОУ детский сад № 35 Компенсирующего вида Красносельского района СПб[6]

## Транспорт
По разным частям улицы проходят автобусные маршруты № 246, 265
На проспекте Ветеранов расположена остановка транспорта «Авангардная улица», которую обслуживают трамвайный маршрут № 52; троллейбусные маршруты № 37, 46, 48; автобусные маршруты № 68, 68А, 103, 130, 165, 229, 242, 246, 265, 284, 297, 329, 343Э; маршрутные такси № К-486В, К-635, К-639Б. Возле пересечения расположено оборотное троллейбусное кольцо, обслуживающее маршруты № 20, 44.
Ну углу с проспектом Народного Ополчения находится железнодорожная станция Лигово и одноимённая остановка транспорта, которую обслуживают автобусные маршруты № 2, 2А, 87, 111, 130, 163, 165, 203, 260, 265, 297, 333.
Ближайшая станция метро — «Проспект Ветеранов» — находится на расстоянии ~ 4 км от центральной части улицы.

## Пересекает следующие улицы и проспекты
1. улица Чекистов
2. Андреевский переулок
3. улица Отважных
4. проспект Ветеранов
5. Полежаевский проезд
6. проспект Народного Ополчения